# エムティ出版
株式会社エムティ出版 は、日本の出版社。主に教育・歴史関連の専門図書や電子書籍を出版している。
主に、書籍や電子書籍などを中心に、人文科学・社会学、教育学・教育史、法制、歴史の専門書や第1次資料など、全国の国公立大学・私立大学の図書館、国公立図書館・研究者向けに出版。小学校・中学校・高等学校の教職員各位向けに教育講座を出版。

## 沿革
- 1975年（昭和50年）10月19日：東京都三鷹市にて、社名を名著編纂会として創業。
- 1976年（昭和51年）11月5日、株式会社に改組
- 1989年（平成元年）に株式会社エムティ出版に社名変更